# Saint-Mathias-sur-Richelieu
Saint-Mathias-sur-Richelieu är en kommun i provinsen Québec i Kanada. Den ligger i regionen Montérégie, i den sydöstra delen av landet, 190 km öster om huvudstaden Ottawa.